# Grégoire Munster
Grégoire Munster, né le 24 décembre 1998, est un pilote de rallye belge engagé en compétition sous licence luxembourgeoise. Depuis 2024, il est engagé avec M-Sport Ford WRT en Championnat du monde des rallyes WRC.

## Biographie

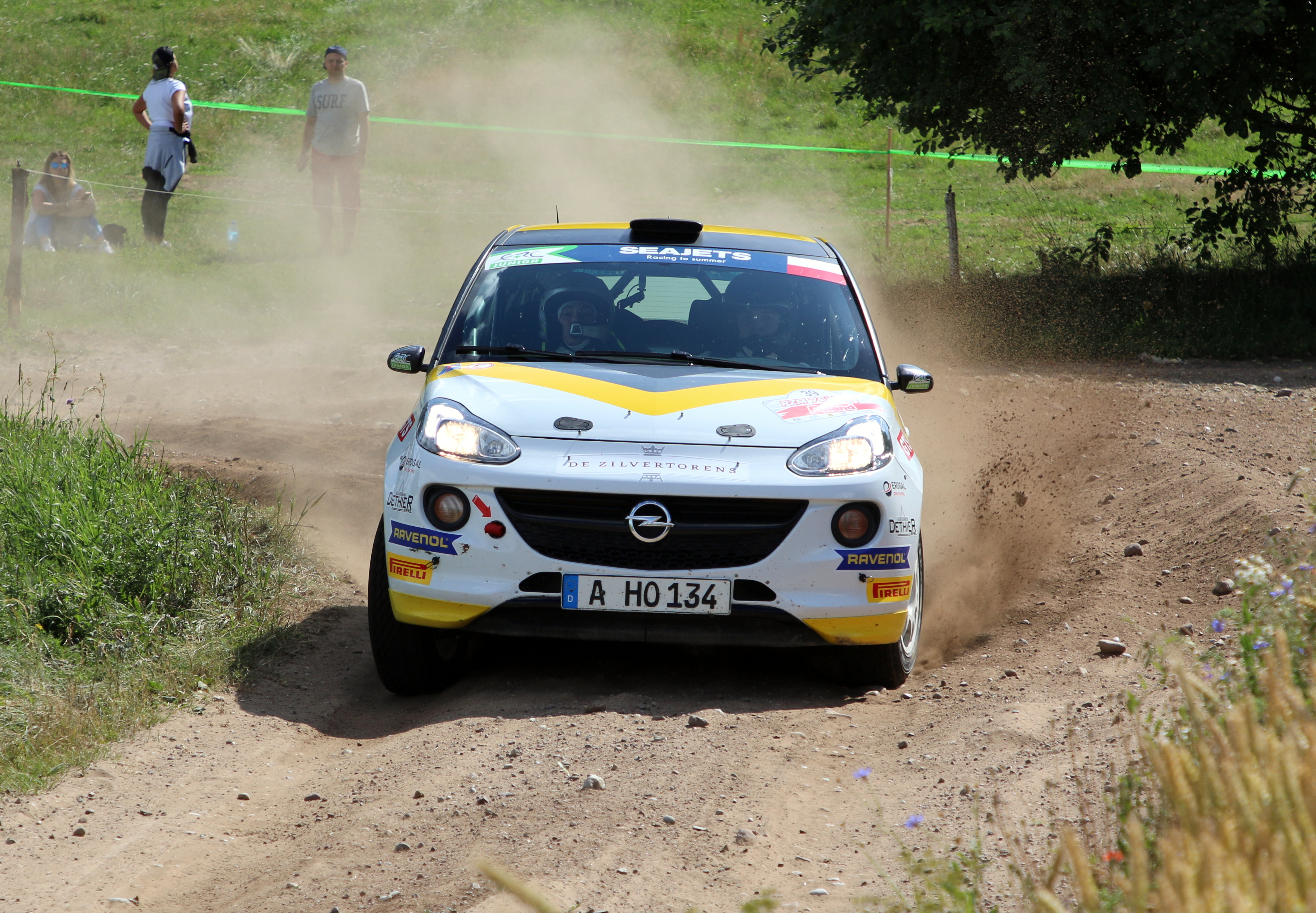
Grégoire Munster au volant d’une Opel Adam R2 pendant le Rallye de Pologne 2019.

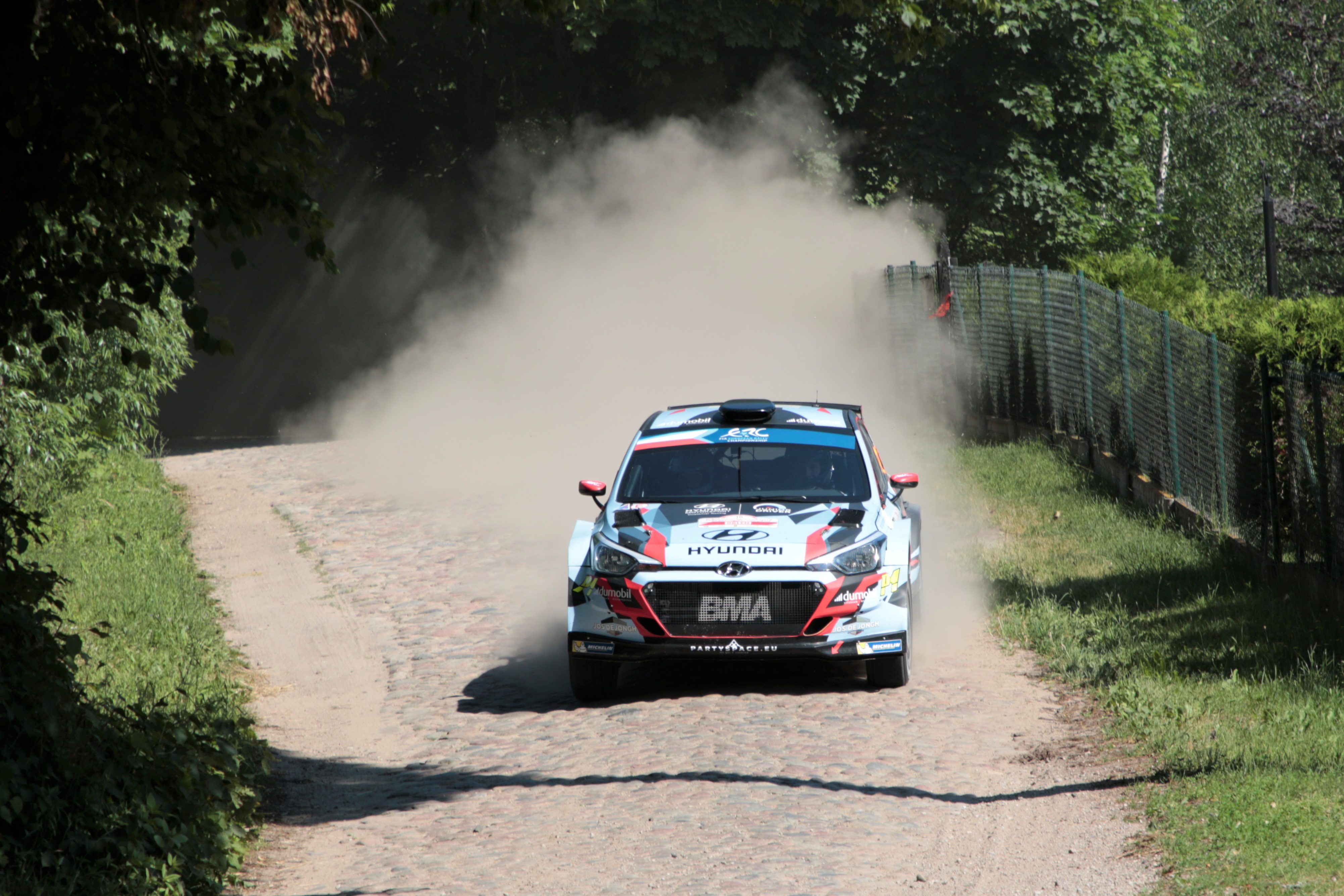
Grégoire Munster au Rallye de Pologne 2021.

### Vie personnelle
Grégoire Munster naît le 24 décembre 1998, dans une famille passionnée par le rallye : son père, Bernard, a remporté le titre champion de Belgique des rallyes 1995, et est à la tête de l'équipe BMA. Son frère cadet, Charles, est également engagé en rallye. Il possède la double nationalité belgo-luxembourgeoise grâce à son père, belge, et sa mère Andrée, luxembourgeoise. Il pilote avec un permis luxembourgeois car il reçoit un soutien financier de la Fédération automobile luxembourgeoise, tout en vivant en Belgique.

### Carrière
Grégoire Munster fait ses débuts mondiaux au Rallye Monte-Carlo 2019 aux commandes d'une Škoda Fabia R5. Lors de l’épreuve monégasque, il réalise un bon temps, constamment parmi les premiers du WRC-2 jusqu'à la dixième spéciale au cours de laquelle il a un accident avec de graves dommages sur sa voiture qui l’obligent à abandonner.
Après être devenu vice-Champion d'Europe des Rallyes en 2020, Grégoire Munster participe au programme Customer Racing Junior Driver de Hyundai Motorsport en 2022,. Il réalise ainsi six tests au volant de l'une des nouvelles Hyundai i20 N Rally2. Il obtient deux cinquièmes places au Monte-Carlo et à Ypres avant de remporter sa première victoire en Coupe du Monde WRC-2 au Rallye du Japon. Dans l'épreuve nipponne, il termine également septième au classement général WRC, obtenant ainsi ses premiers points en Coupe du monde,,.
En 2023, il rejoint M-Sport pour concourir dans la catégorie WRC-2,,, mais il fait également deux apparitions au volant de la Ford Puma Rally1 de Jourdan Serderidis,. Parallèlement, Grégoire Munster est l'un des neuf pilotes choisis pour courir en JWRC.
En 2024, Munster a un volant à temps plein pour M-Sport.

## Victoires

### Victoire en WRC-2
| # | Rallye             | Saison | Copilote    | Voiture                   |
| - | ------------------ | ------ | ----------- | ------------------------- |
| 1 | 7e Rallye du Japon | 2022   | Louis Louka | Hyundai i20 N Rally2 (en) |

### Victoire en JWRC
| # | Rallye                   | Saison | Copilote    | Voiture                 |
| - | ------------------------ | ------ | ----------- | ----------------------- |
| 1 | 13e Rallye WRC d’Estonie | 2023   | Louis Louka | Ford Fiesta Rally3 (en) |

## Résultats

### Championnat du Monde de Rallye
| Années | Équipe           | Voiture              | 1       | 2      | 3      | 4      | 5       | 6      | 7       | 8      | 9      | 10      | 11     | 12     | 13      | 14    | Pos | Pts |
| ------ | ---------------- | -------------------- | ------- | ------ | ------ | ------ | ------- | ------ | ------- | ------ | ------ | ------- | ------ | ------ | ------- | ----- | --- | --- |
| 2019   | Grégoire Munster | Škoda Fabia R5       | MON Ret | SWE    | MEX    | FRA    | ARG     | CHL    | POR     | ITA    | FIN 45 | GER     | TUR    | GBR    | ESP     | AUS C | -   | 0   |
| 2020   | Grégoire Munster | Škoda Fabia R5       | MON 14  |        |        |        |         |        |         |        |        |         |        |        |         |       | -   | 0   |
| 2020   | Grégoire Munster | Hyundai i20 R5       |         | SWE WD | MEX    | EST 24 | TUR     | ITA    | MNZ Ret |        |        |         |        |        |         |       | -   | 0   |
| 2021   | Grégoire Munster | Hyundai i20 R5       | MON     | ART    | CRO    | POR    | ITA     | SAF    | EST     | BEL 16 | GRE    | FIN     | ESP    |        |         |       | -   | 0   |
| 2021   | Grégoire Munster | Hyundai i20 N Rally2 |         |        |        |        |         |        |         |        |        |         |        | MNZ 15 |         |       | -   | 0   |
| 2022   | Grégoire Munster | Hyundai i20 N Rally2 | MON 12  | SWE    | CRO 48 | POR    | ITA     | SAF    | EST     | FIN    | BEL 11 | GRE Ret | NZL    | ESP 22 | JPN 7   |       | 23e | 6   |
| 2023   | M-Sport Ford WRT | Ford Fiesta Rally2   | MON 17  |        |        | CRO 26 | POR 42  | ITA 11 | SAF Ret |        | FIN 15 | GRE 12  |        |        | JPN Ret |       | 21e | 6   |
| 2023   | M-Sport Ford WRT | Ford Puma Rally1     |         |        |        |        |         |        |         |        |        |         | CHL 13 | EUR 7  |         |       | 21e | 6   |
| 2023   | Grégoire Munster | Ford Fiesta Rally3   |         | SWE 26 | MEX    |        |         |        |         | EST 18 |        |         |        |        |         |       | 21e | 6   |
| 2024   | M-Sport Ford WRT | Ford Puma Rally1     | MON 20  | SWE 23 | SAF 15 | CRO 7  | POR Ret | ITA 5  | POL 7   | LAT 9  | FIN 49 | GRE Ret | CHL 7  | EUR 5  | JPN 5   |       | 8 e | 46  |
| 2025   | M-Sport Ford WRT | Ford Puma Rally1     | MON Ab. | SWE 8  | KEN 5  | CAN    | POR     | ITA    | GRE     | EST    | FIN    | PAR     | CHI    | UE     | JAP     | ARA   | 9e* | 16* |

*Saison en cours

### WRC-2
| Anées | Équipe           | Voiture              | 1       | 2   | 3      | 4      | 5      | 6     | 7       | 8   | 9     | 10      | 11  | 12     | 13      | 14    | Position au championnat | Points |
| ----- | ---------------- | -------------------- | ------- | --- | ------ | ------ | ------ | ----- | ------- | --- | ----- | ------- | --- | ------ | ------- | ----- | ----------------------- | ------ |
| 2019  | Grégoire Munster | Škoda Fabia R5       | MON Ret | SWE | MEX    | FRA    | ARG    | CHL   | POR     | ITA | FIN 8 | GER     | TUR | GBR    | ESP     | AUS C | 40e                     | 4      |
| 2022  | Grégoire Munster | Hyundai i20 N Rally2 | MON 5   | SWE | CRO 25 | POR    | ITA    | SAF   | EST     | FIN | BEL 5 | GRE Ret | NZL | ESP 12 | JPN 1   |       | 9e                      | 48     |
| 2023  | M-Sport Ford WRT | Ford Fiesta Rally2   | MON 8   | SWE | MEX    | CRO 11 | POR 27 | ITA 7 | SAF Ret | EST | FIN 9 | GRE 5   | CHL | EUR    | JPN Ret |       | 17e                     | 22     |

### WRC-3
| Années | Équipe           | Voiture              | 1     | 2      | 3   | 4      | 5   | 6   | 7       | 8     | 9   | 10  | 11  | 12    | Position au championnat | Points |
| ------ | ---------------- | -------------------- | ----- | ------ | --- | ------ | --- | --- | ------- | ----- | --- | --- | --- | ----- | ----------------------- | ------ |
| 2020   | Grégoire Munster | Škoda Fabia R5       | MON 5 |        |     |        |     |     |         |       |     |     |     |       | 19e                     | 10     |
| 2020   | Grégoire Munster | Hyundai i20 R5       |       | SWE WD | MEX | EST 11 | TUR | ITA | MNZ Ret |       |     |     |     |       | 19e                     | 10     |
| 2021   | Grégoire Munster | Hyundai i20 R5       | MON   | ART    | CRO | POR    | ITA | SAF | EST     | BEL 9 | GRE | FIN | ESP |       | 18e                     | 19     |
| 2021   | Grégoire Munster | Hyundai i20 N Rally2 |       |        |     |        |     |     |         |       |     |     |     | MNZ 4 | 18e                     | 19     |

### JWRC
| Années | Équipe           | Voiture            | 1     | 2   | 3   | 4     | 5   | Position au championnat | Points |
| ------ | ---------------- | ------------------ | ----- | --- | --- | ----- | --- | ----------------------- | ------ |
| 2023   | Grégoire Munster | Ford Fiesta Rally3 | SWE 4 | CRO | ITA | EST 1 | GRE | 7e                      | 45     |

### ERC
| Années | Équipe                       | Voiture        | 1      | 2      | 3       | 4       | 5      | 6       | 7   | 8   | Position au championnat | Points |
| ------ | ---------------------------- | -------------- | ------ | ------ | ------- | ------- | ------ | ------- | --- | --- | ----------------------- | ------ |
| 2018   | EBRT                         | Opel Adam R2   | AZO    | ESP    | GRE     | CYP     | ITA    | CZE 26  | POL | LAT | -                       | 0      |
| 2019   | ADAC Opel Rallye Junior Team | Opel Adam R2   | AZO 26 | ESP 24 | LAT Ret | POL Ret | ITA 27 | CZE Ret | CYP | HUN | -                       | 0      |
| 2020   | Hyundai Motorsport N         | Hyundai i20 R5 | ITA 7  | LAT 6  | POR 3   | HUN 2   | ESP 18 |         |     |     | 3e                      | 83     |
| 2021   | Hyundai Motorsport N         | Hyundai i20 R5 | POL 20 | LAT 17 | ITA 13  | CZE     | AZO    | POR     | HUN | ESP | 55e                     | 3      |

Grégoire Munster et Louis Louka au Rallye d'Europe Centrale 2023 avec leur Ford Puma Rally1
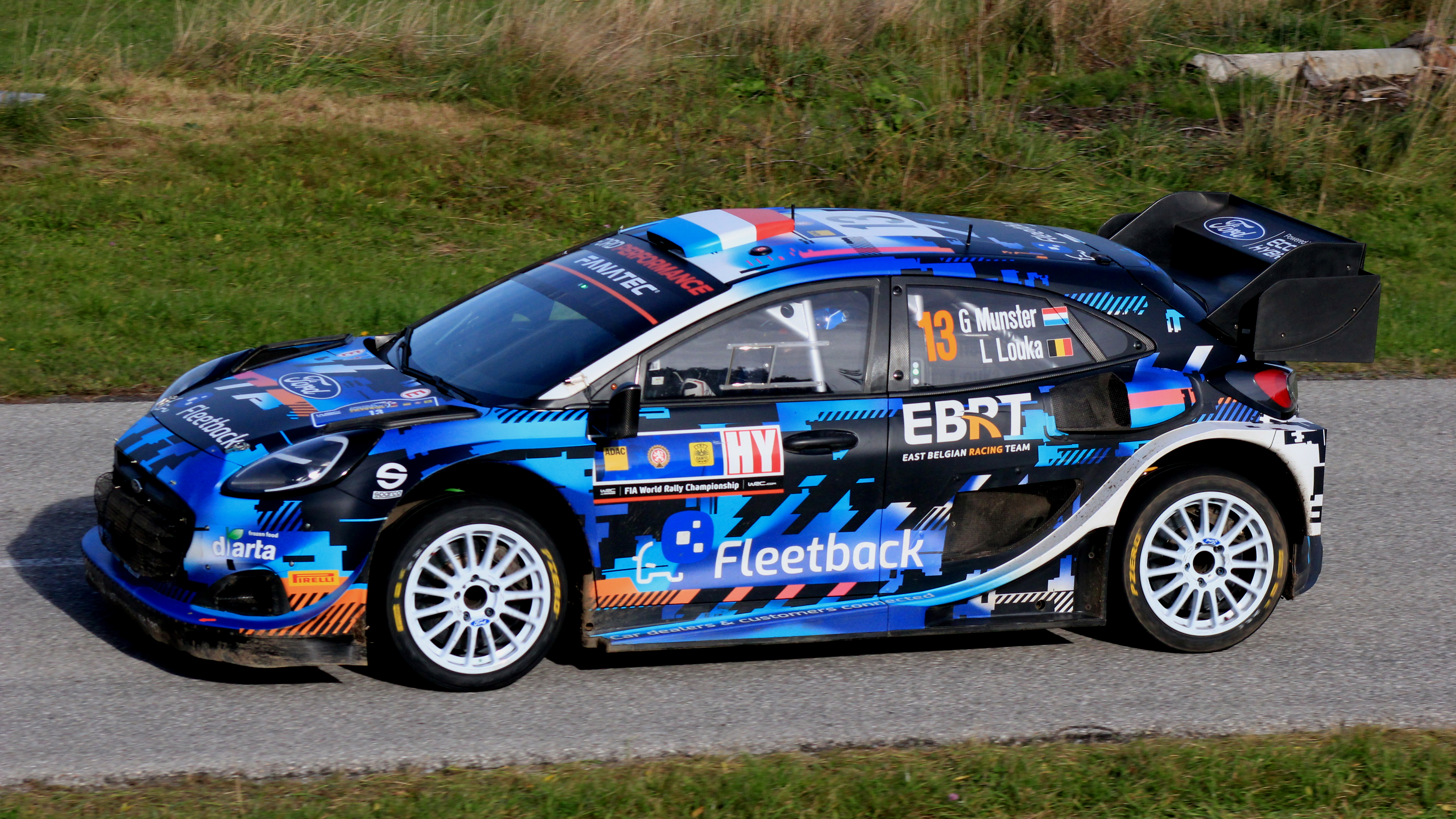
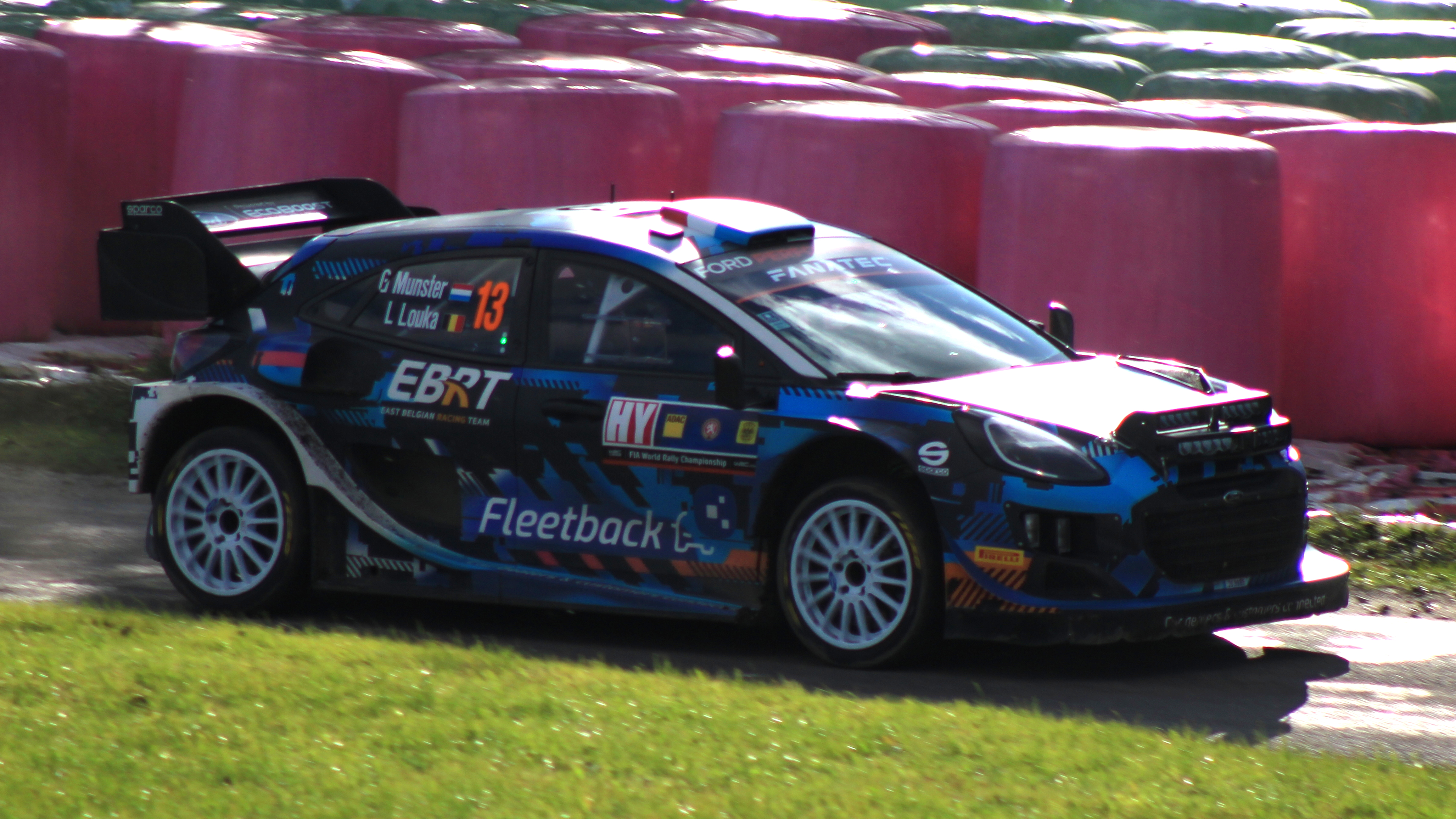
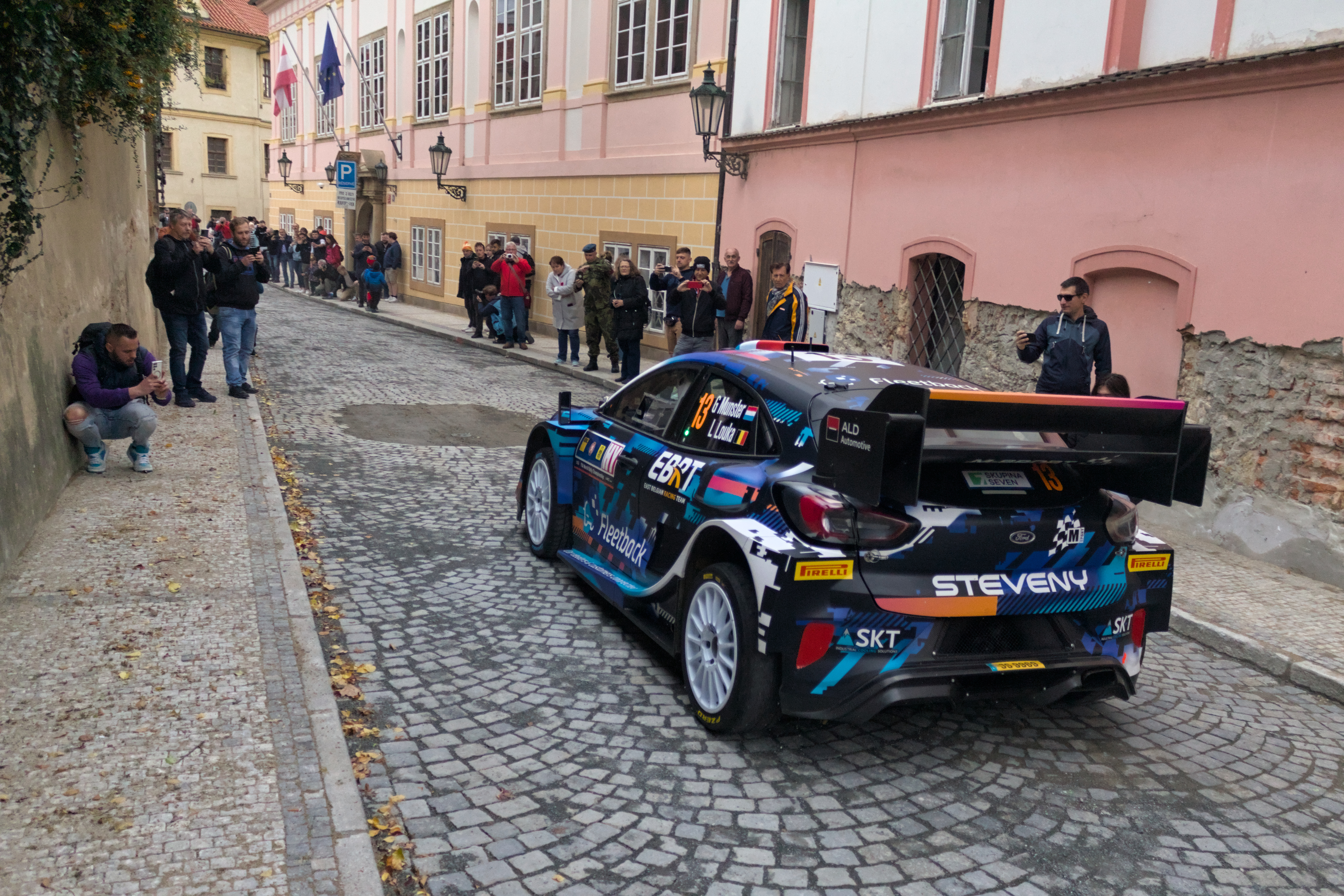